# Jack Witikka
Jack Witikka, nato Jack Evert Jakobsson (Helsinki, 20 dicembre 1916 – Helsinki, 28 gennaio 2002), è stato un regista e sceneggiatore finlandese.

## Biografia
Attivo come regista e sceneggiatore cinematografico soprattutto negli anni cinquanta, si è occupato anche di teatro, televisione e radio e negli anni ottanta è stato direttore dello Svenska Teatern di Helsinki.
Nel 1961, prima di dedicarsi esclusivamente alla regia televisiva ha scritto e diretto Pikku Pietarin piha, premiato al Festival di Berlino con una menzione d'onore al miglior lungometraggio per ragazzi. Lo stesso anno ha sposato l'attrice Tea Ista, interprete di alcuni dei suoi film, dalla quale ha avuto una figlia, Minna Maria.
È morto il 28 gennaio 2002 all'età di 85 anni dopo una lunga malattia. È sepolto nel cimitero Hietaniemi a Helsinki.

## Filmografia

### Regista
- Ennen ensi-iltaa (1949) – Cortometraggio, co-regia con Erik Blomberg
- Aila, Pohjolan tytär (1951)
- Mä oksalla ylimmällä (1954)
- Pessi ja Illusia (1954)
- Nukkekauppias ja kaunis Lilith (1955)
- Silja - nuorena nukkunut (1956)
- Kuinka draama syntyy (1957) – Cortometraggio
- Äidittömät (1958)
- Mies tältä tähdeltä (1958)
- Suuri sävelparaati (1959)
- Virtaset ja Lahtiset (1959)
- Iloinen Linnanmäki (1960)
- Pikku Pietarin piha (1961)
- Viimeinen ääninauha (1963) – Film tv, co-regia con Erkki Ilo
- Aamiainen sotakentällä (1963) – Film tv, co-regia con Ere Kokkonen
- Pentti Siimes (1965) – Serie tv, 2 episodi
- Iso keikka (1966) – Film tv, co-regia con Jukka Sipilä
- Leikin loppu (1968) – Film tv, co-regia con Jukka Sipilä
- Boris Godunov (1975) – Film tv, co-regia con Hannu Heikinheimo

### Sceneggiatore
- Ennen ensi-iltaa, regia di Jack Witikka e Erik Blomberg (1949) – Cortometraggio
- Aila, Pohjolan tytär, regia di Jack Witikka (1951)
- Mä oksalla ylimmällä, regia di Jack Witikka (1954)
- Pessi ja Illusia, regia di Jack Witikka (1954)
- Nukkekauppias ja kaunis Lilith, regia di Jack Witikka (1955)
- Kuinka draama syntyy, regia di Jack Witikka (1957) – Cortometraggio
- Äidittömät, regia di Jack Witikka (1958)
- Virtaset ja Lahtiset, regia di Jack Witikka (1959)
- Pikku Pietarin piha, regia di Jack Witikka (1961)

## Riconoscimenti

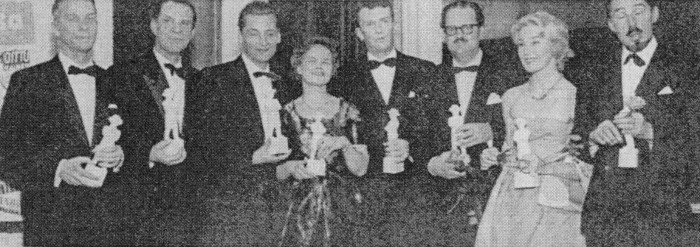
Jack Wikitta (primo a destra) durante la cerimonia del premio Jussi 1959. Al suo fianco l'attrice e futura moglie Tea Ista.

- Festival internazionale del cinema di Berlino
  - 1955 – Candidatura all'Orso d'oro per Nukkekauppias ja kaunis Lilith
  - 1962 – Jugendfilmpreis, menzione d'onore per Pikku Pietarin piha
  - 1962 – Candidatura all'Orso d'oro per Pikku Pietarin piha

- Premio Jussi
  - 1949 – Miglior cortometraggio per Ennen ensi-iltaa (condiviso con Erik Blomberg)
  - 1959 – Miglior regista per Mies tältä tähdeltä